# Pachyramphus validus
Pachyramphus validus là một loài chim trong họ Tityridae.